# 羅根·吉爾伯特
羅根·基斯·吉爾伯特（英語：Logan Keith Gilbert，1997年5月5日—），為美國職棒大聯盟的投手，目前效力於西雅圖水手。

## 職業生涯

### 西雅圖水手
2018年大聯盟選秀，吉爾伯特在首輪14順位被水手隊選走。雖然他從1A開啟職棒生涯，但他僅投了一場比賽就受傷。
2019年，他在獨立聯盟擔任開幕戰先發，投出1勝0敗，防禦率1.59的成績後，就被拉上高階1A。他在高階1A投出5勝3敗，防禦率1.73。之後他在7月升上2A，並投出4勝2敗，防禦率2.88。2020年，小聯盟賽季因疫情全面暫停，所以吉爾伯特無球可打。
2021年5月13日，水手將吉爾伯特加進40人名單內。他也在這天登上大聯盟，面對印地安人主投4局失4分吞敗。6月6日，他面對天使隊拿下大聯盟首勝。
2022年9月30日，吉爾伯特面對運動家主投8局僅失1分，最後球隊靠著再見全壘打贏球，拿下隊史睽違21年的季後賽門票。

## 外部連結
- 球員資訊和成績在MLB ，ESPN ，Baseball Reference，Baseball Reference (Minors) ，Fangraphs，The Baseball Cube （英文）